# Csíkos pityer
A csíkos pityer (Anthus lineiventris) a madarak osztályának verébalakúak (Passeriformes) rendjébe és a billegetőfélék (Motacillidae) családjába tartozó faj.
A magyar név forrással nincs megerősítve.

## Előfordulása
Angola, Botswana, Burundi, a Dél-afrikai Köztársaság, Kenya, a Kongói Demokratikus Köztársaság, Malawi, Mozambik, Ruanda, Szváziföld, Tanzánia, Zambia és Zimbabwe területén honos.

## Alfajai
- Anthus lineiventris stygium
- Anthus lineiventris lineiventris
- Anthus lineiventris sylvivagus